# Pancatalanismo

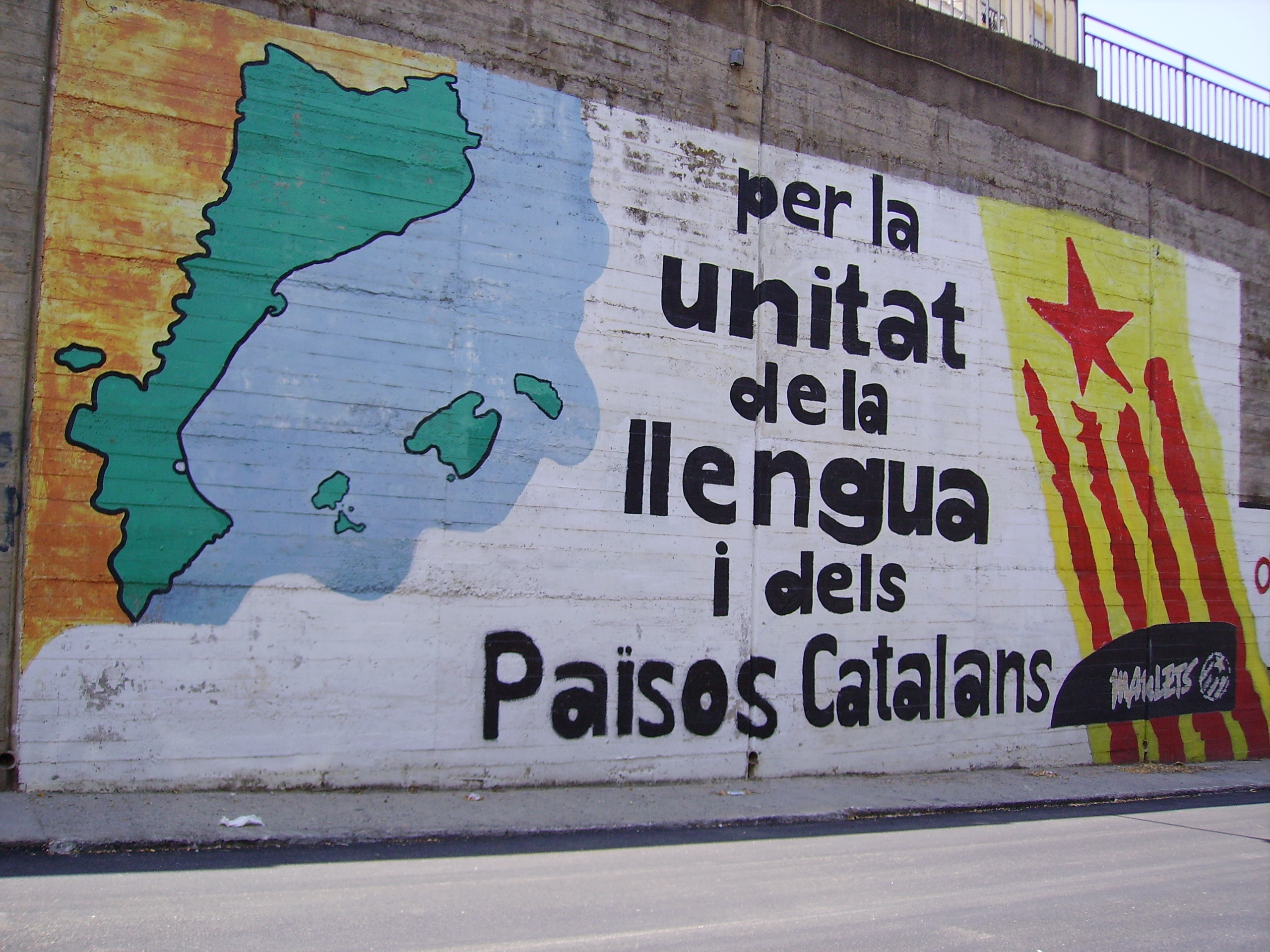
Grafiti de ideología pancatalanista realizado por la desaparecida organización juvenil Maulets.

En gris oscuro, área donde se habla catalán.

El pancatalanismo es una ideología política que defiende el carácter de nación del conjunto de los territorios donde se habla el idioma catalán/valenciano: Cataluña; la Comunidad Valenciana; las Islas Baleares; la que denominan Franja de Poniente de Aragón; el Rosellón, el Conflent, la Cerdaña francesa, el Vallespir y el Capcir a los que denominan Cataluña del Norte; Andorra; la ciudad de Alguer, en la isla italiana de Cerdeña; y también un pequeño territorio en la Región de Murcia, llamado El Carche. Esta ideología aspira a la constitución de un Estado independiente con este conjunto de territorios, con el nombre de Países Catalanes. Sin embargo, fuera de Cataluña esta ideología tiene un arraigo muy desigual: escaso en la Comunidad Valenciana, un poco mayor en Baleares, y únicamente testimonial en el Rosellón y Andorra. En estos territorios es percibida con cierta frecuencia como un deseo de predominio de Cataluña sobre ellos.

## Origen
La concepción más o menos unitaria del dominio lingüístico catalán, al menos en el campo lingüístico-cultural, había sido bastante común al menos a partir de la Renaixença (Marià Aguiló, Antoni de Bofarull, Teodor Llorente). En cuanto al término pancatalanismo propiamente dicho, fue acuñado en 1899 por Josep Pijoan, tuvo un primer teorizador en Alfons Maseras (1915) y fue adquiriendo contenido político progresivamente. La creación de Nostra Parla en 1916 junto a la sección mallorquina en 1918 y la sección valenciana en mayo del mismo año impulsaría el ideario pancatalanista a todos los llamados Países Catalanes. La influencia del ideario pancatalanista propuesto por una parte del nacionalismo catalán también encuentra cabida en el discurso del valencianismo de principios del siglo XX. Si bien la catalanofilia era habitual, encontramos los casos de Miguel Duran de Valencia y Eduard Martínez Ferrando, autor del texto Síntesi del criteri valencianista, que propusieron ir más allá en la concepción de un espacio común con catalanes y baleares, y llegaron a hablar de «Nación Catalana» en sus textos referidos a los territorios forales de mayoría catalanohablante de la antigua Corona de Aragón.
En el valencianismo de la década de 1930 se defendía el hermanamiento con el resto de tierras de habla catalana como así se hacía por parte del catalanismo de Antoni Rovira i Virgili. Así, por ejemplo, en el semanario Acció, editado por el partido Acció Nacionalista Valenciana, se podían encontrar escritos donde se decían cosas como "Queremos la reconstrucción de nuestra nacionalidad catalana formada como siempre por los Estados federados de Valencia, Mallorca y Cataluña".
Posteriormente sería Joan Fuster quien con la publicación de Nosotros, los valencianos en la década de 1960 afirmaría que los territorios de "habla catalana" de la Comunidad Valenciana tendrían como único "futuro normal" la incorporación a una entidad "suprarregional", los Países Catalanes. Sería a partir de ese libro cuando el concepto nacional de los Países Catalanes se extendería por todo el territorio con una teorización más clara y terminaría siendo asumido por algunas formaciones políticas y sustituyendo a otras denominaciones anteriormente utilizadas, como tierra de lengua catalana, tierras catalanas, patria catalana o Gran Cataluña, aunque posteriormente también se ha propuesto el término Cataluña.

## Plasmación política
El partido más importante entre los que defienden explícitamente esta idea es Esquerra Republicana de Catalunya (ERC) si bien existen otros grupos políticos de menor presencia que la defienden, como por ejemplo Estat Català, la Candidatura de Unidad Popular (CUP), y el desaparecido Partit Socialista d'Alliberament Nacional (disuelto en 2015).
Asimismo, el apoyo a este ideal es muy variable en función del territorio. Mientras ERC ha llegado a conseguir el 16,44% del voto en Cataluña en las elecciones de 2003, este mismo partido en las Islas Baleares y la Comunidad Valenciana no llega al 2% de los sufragios.
En la Comunidad Valenciana los partidos que defienden las tesis pancatalanistas están situados en la izquierda nacionalista. Los más representativos son Esquerra Republicana del País Valencià, Solidaritat per la Independència, Partit Socialista d’Alliberament Nacional, Esquerra Nacionalista Valenciana o Alternativa per València-CUP, así como el Bloc Nacionalista Valencià, integrado en la coalición Compromís, el cual sostiene la posibilidad de unión política entre la Comunidad Valenciana y una hipotética Cataluña independiente. Además, apoyan estas tesis ciertos sindicatos, como el SEPC o el BEA, determinados sectores universitarios, o ciertas entidades culturales y fundaciones, como Acció Cultural del País Valencià o la Fundación Ausias March, que son subvencionadas por la Generalidad de Cataluña como fomento y apoyo del pancatalanismo.
El término pancatalanismo suele ser hoy rechazado por los grupos que profesan esta ideología. El vocablo es utilizado principalmente por grupos y personas ajenos al pancatalanismo, y especialmente por los abiertamente contrarios al mismo (caso no solo del blaverismo en la Comunidad Valenciana, sino de partidos políticos con representación en las Cortes de Aragón, por ejemplo). Sin embargo, también ha sido empleado en el pasado por grupos o personas que profesaban la ideología pancatalanista. Los grupos pancatalanistas prefieren autodenominarse simplemente como nacionalistas, catalanistas o incluso valencianistas.
Varias organizaciones terroristas catalanas a lo largo del tiempo han reivindicado la creación de los Países Catalanes, entre ellas el Exèrcit Popular Català (EPOCA) y Terra Lliure. Esta última se definía a sí misma en su documento de constitución como organización revolucionaria que lucha por la independencia total de los Países Catalanes.  En la actualidad estas organizaciones ya no existen.